# Oranienbaum

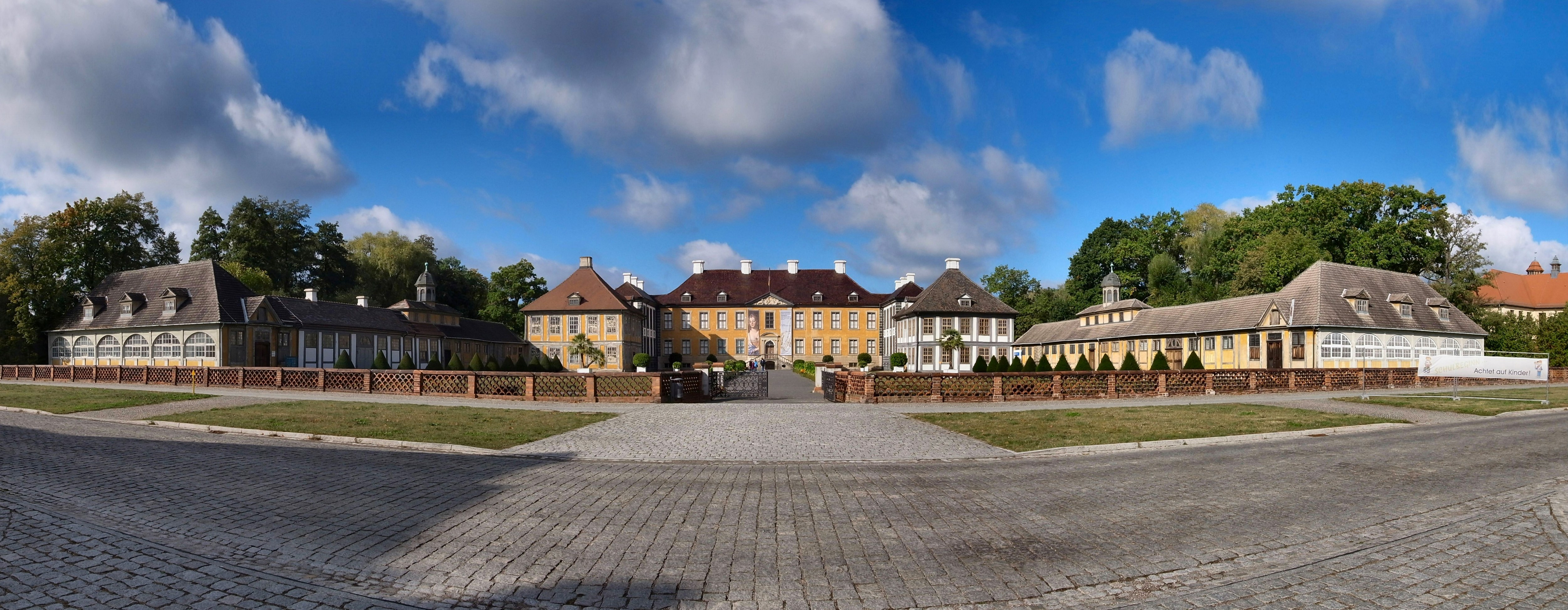
Schloss

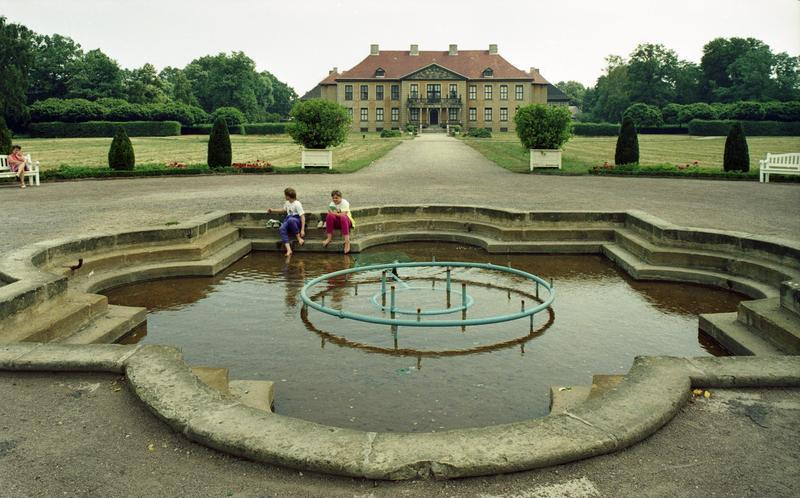
Park und Schloss 1991

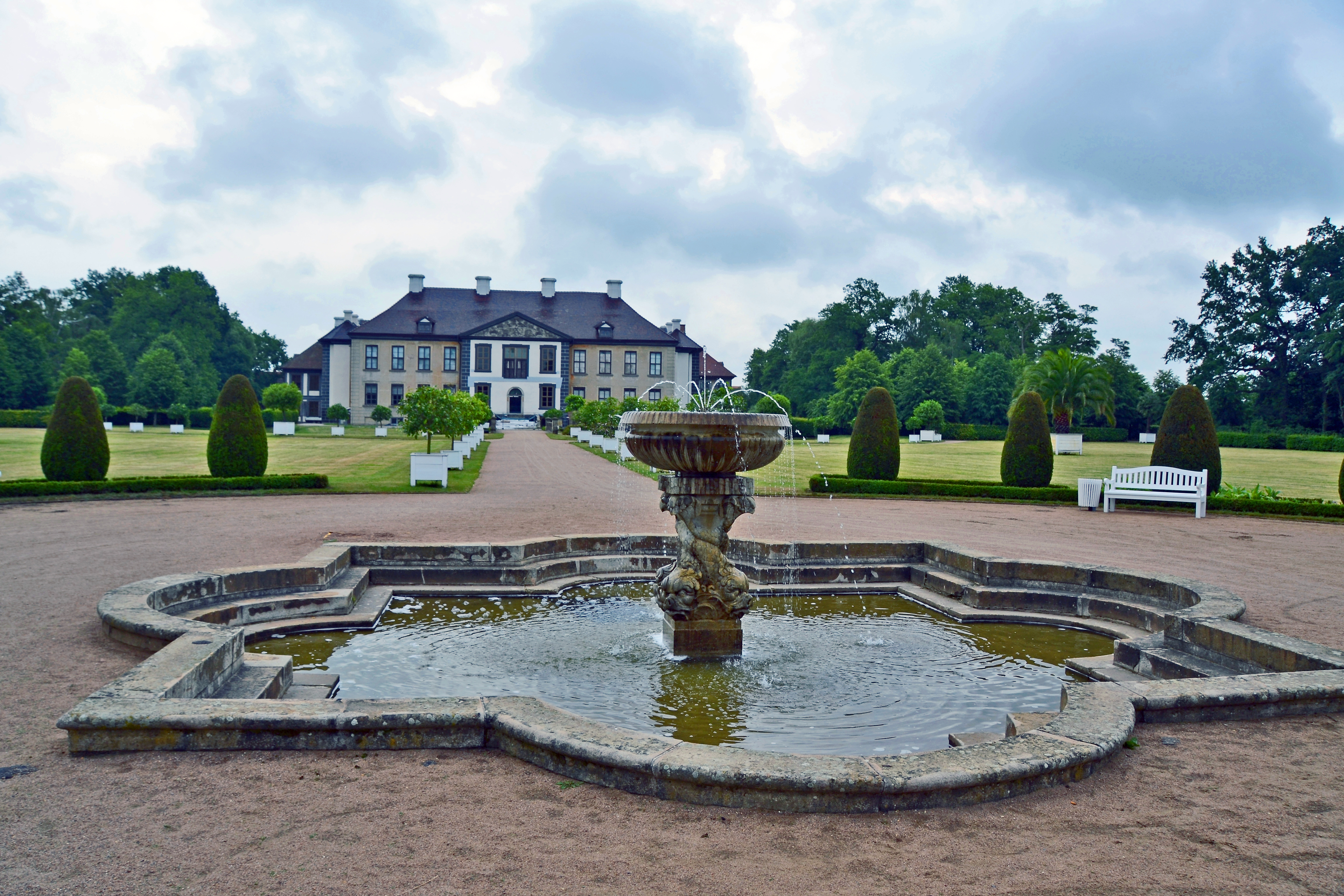
Park und Schloss 2016

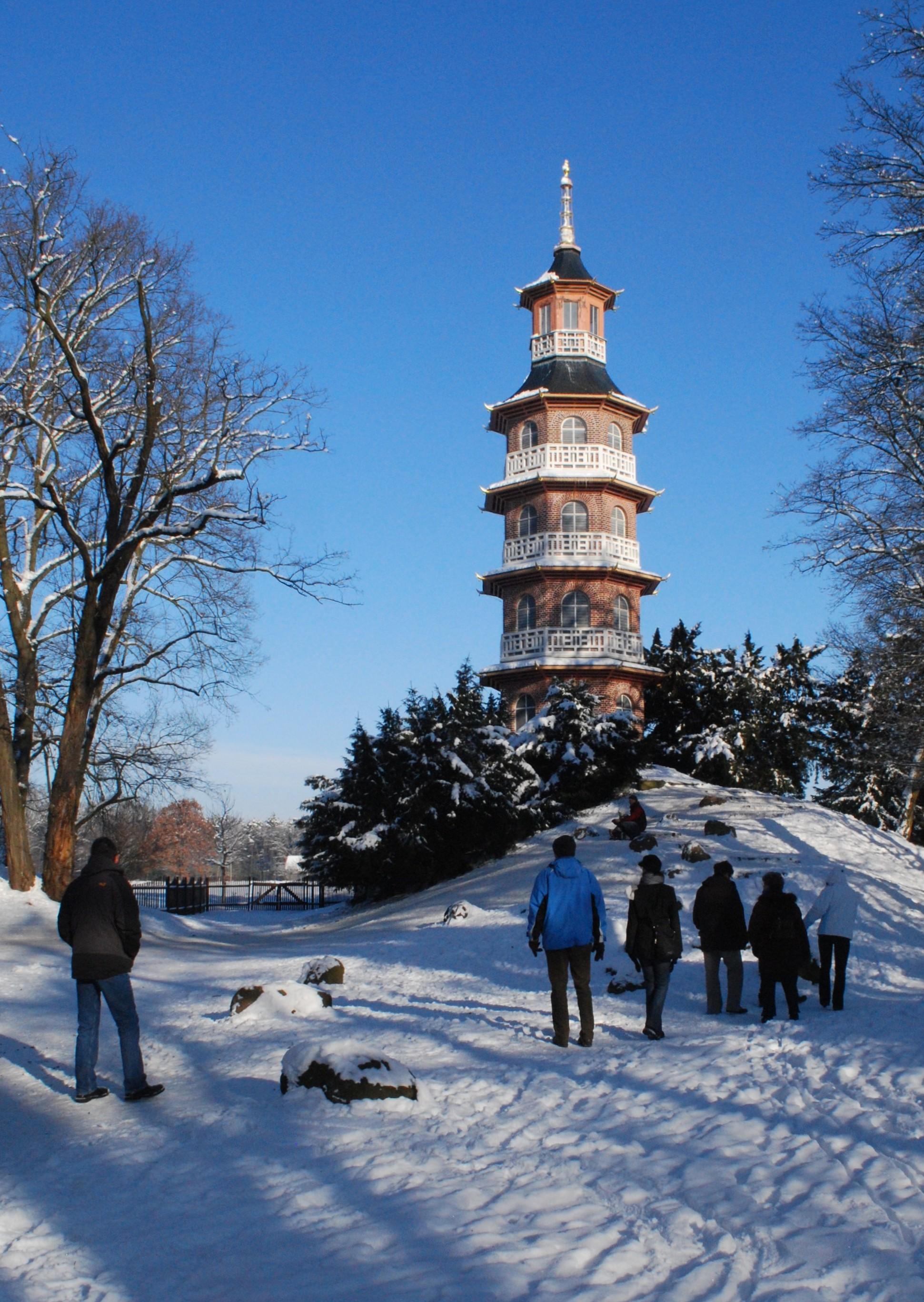
Pagode im Schlosspark

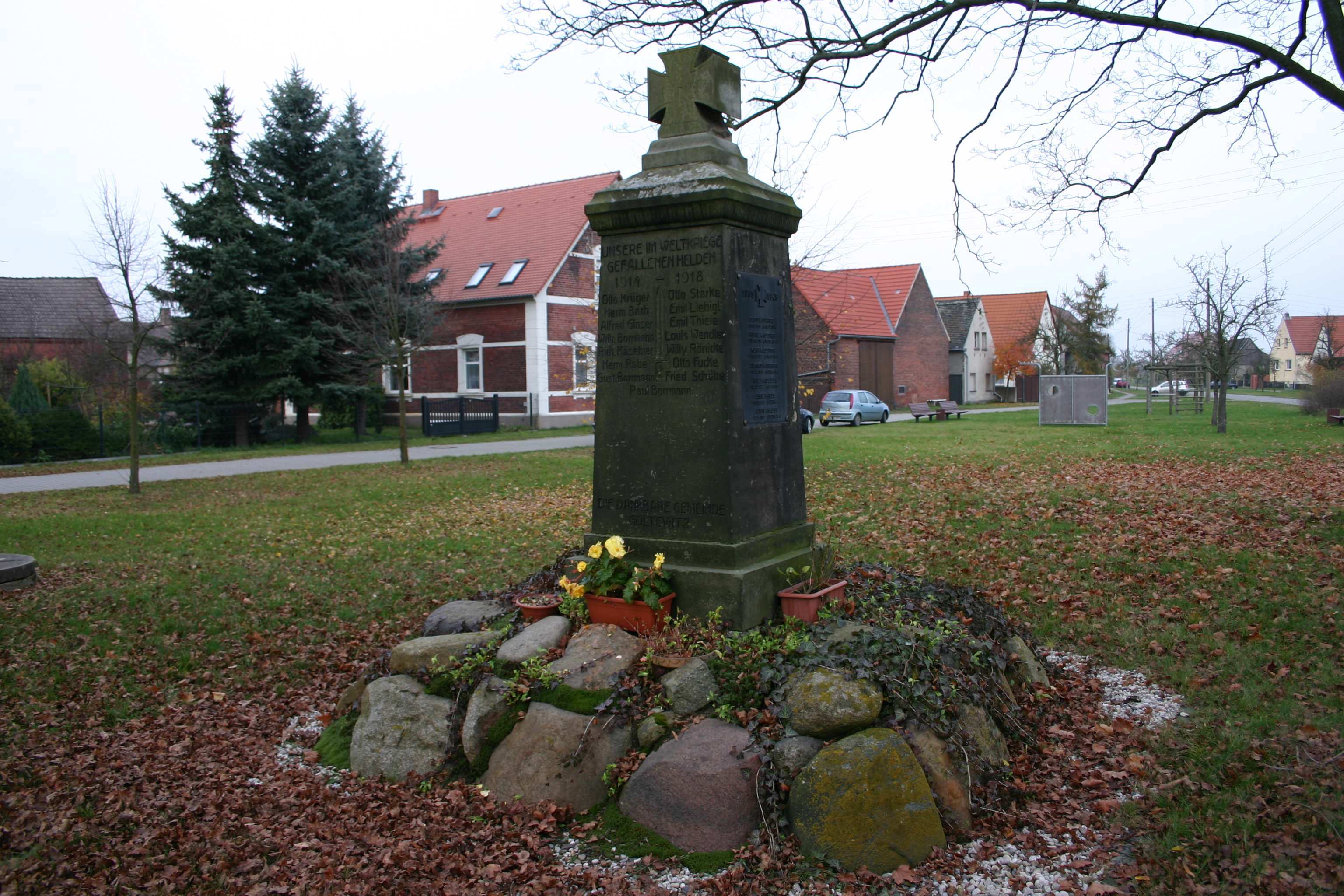
Kriegerdenkmal in Goltewitz

Oranienbaum ist ein Ortsteil der Stadt Oranienbaum-Wörlitz im Landkreis Wittenberg in Sachsen-Anhalt.

## Geografie
Oranienbaum liegt etwa sechs Kilometer südlich der Elbe im Biosphärenreservat Mittelelbe und etwa zwölf Kilometer östlich von Dessau-Roßlau an der deutsch-niederländischen Ferienstraße Oranier-Route.

## Geschichte

### Oranienbaum
Der Ort trug ursprünglich den Namen Nischwitz. Er wurde 1179 erstmals im Besitz des Klosters Nienburg erwähnt. Um 1500 wurde Nischwitz wegen Bevölkerungsrückgangs aufgegeben (Wüstung). Im Jahre 1645 errichtete Fürstin Agnes von Anhalt-Dessau im Ort ein Festes Haus. Im Jahre 1660 ging Nischwitz in den Besitz von Prinzessin Henriette Catharina von Oranien-Nassau, der Frau des Fürsten Johann Georg II. von Anhalt-Dessau, über. Sie ließ 1669 eine Glashütte errichten. Im Jahre 1673 erhielt der Ort dann in Erinnerung an die Herkunft der Fürstin den Namen Oranienbaum.
Der Architekt Cornelis Ryckwaert begann 1683 mit der Gestaltung Oranienbaums zu einem barocken Ensemble aus Stadt, Schloss und Park. Schloss und Park von Oranienbaum sind Bestandteil des Dessau-Wörlitzer Gartenreichs.
Die Fürstin ließ 1693 ein Brauhaus errichten. Fürst Leopold I. verlegte 1734 die Broyhans-Brauerei von Dessau nach Oranienbaum. Ebenfalls seit dem Jahre 1693 wurde Tabak in Oranienbaum angebaut und mit der Verarbeitung begonnen. Im Jahre 1695 bekam Oranienbaum Marktrecht. 1709 gab es zwölf berechtigte Brauhäuser. 1712 wurde die evangelische Stadtkirche erbaut.
Zwischen 1712 und 1739 wurden zahlreiche Handwerksinnungen gegründet. 1793 bis 1797 wurden der Chinesische Inselgarten und die Pagode angelegt. Damit auch arme Mädchen lernen konnten, ließ die Fürstin 1810 eine Arbeitsschule für sie einrichten. Die klassische Orangerie (eine der längsten Europas) wurde von 1812 bis 1818 am Parkrand errichtet. Ebenfalls 1818 entstand eine Apotheke, eine weitere 1895. Das Stadtgericht mit den Ämtern Wörlitz und Rehsen wurde 1819 zum Justizamt für alle Ortschaften zwischen Elbe und Mulde. 1825 wurde eine neue Schule gebaut, 1880 eine Fortbildungsschule.
Der erste Tabak verarbeitende Betrieb wurde im Jahre 1824 gegründet. 1927 besaß Oranienbaum 70 beim Zollamt gemeldete Tabakproduktionen. Mit der Schließung der letzten Tabakfabrik Ephraim Schulze ging 1968 die Tabakproduktion in Oranienbaum zu Ende.
Die im Jahre 1864 gegründete Likörfabrik Friedrich, die aus Orangenblüten Likör herstellte, bestand bis 1950.
1894 wurde die Bahnstrecke Dessau–Wörlitz (später weiter bis Gohrau-Rehsen) gebaut, an der Oranienbaum einen Haltepunkt erhielt.
1900 wurde Oranienbaum zum Luftkurort erklärt. Gleichzeitig wurde im Wald eine Kinderheilstätte gebaut. Am 5. Mai 1933 wurde im selben stattlichen Gebäude ein „Ländliches Frauenbildungsheim und Kinderkurheim“ eröffnet, es war „das erste Frauenbildungsheim des Deutschen Reichs“.
Oranienbaum gehörte seit 1863 zum Kreis Dessau im Herzogtum Anhalt (1919–1932 im Freistaat Anhalt). 1932–1950 war die Stadt Teil des Landkreises Dessau-Köthen im Freistaat Anhalt bzw. im Land Sachsen-Anhalt. Am 20. Juli 1950 wurde die bis dahin eigenständige Gemeinde Goltewitz nach Oranienbaum eingemeindet. Von 1952 bis 1994 gehörte Oranienbaum zum Kreis Gräfenhainichen des DDR-Bezirks Halle bzw. im Land Sachsen-Anhalt. 1994 erfolgte die Eingliederung in den Landkreis Anhalt-Zerbst. Von 1994 bis 2004 war die Stadt der Sitz der Verwaltungsgemeinschaft Oranienbaum. Im Jahre 2006 fand eine Volksabstimmung im Rahmen der Gebietsreform des Landes Sachsen-Anhalt über die Eingemeindung der Stadt nach Dessau statt. Die Abstimmung brachte allerdings wegen Unstimmigkeiten zwischen den Konfliktparteien kein Ergebnis. 2007 wurde die Stadt Oranienbaum aufgrund einer Kreisgebietsreform vom ehemaligen Landkreis Anhalt-Zerbst in den Landkreis Wittenberg eingegliedert. Seit dem 1. Januar 2011 ist Oranienbaum ein Teil der neu gebildeten Stadt Oranienbaum-Wörlitz. Zur bis dahin selbstständigen Stadt Oranienbaum gehörten die Ortsteile Goltewitz und Kapen.
In den Jahren 2004 und 2012 besuchte die niederländische Königin Beatrix Oranienbaum.
Seit 2020 steht am Oranienbaumer Busbahnhof, zur Schlossstraße, das Baumdenkmal für die Deutsche Einheit. Zum Denkmal gehören eine Rundbank im Zentrum und mehrere Infotafeln. Die Bäume wurden am 28. März 2020 gepflanzt und das Ensemble anlässlich des 30. Jahrestages der deutschen Wiedervereinigung am 3. Oktober eingeweiht.
Bevölkerung
| Jahr      | 1830 | 1900 | 1910 | 1925 | 1933 | 1939 | 1970 | 2002 | 2004 | 2009 | 2014 |
| --------- | ---- | ---- | ---- | ---- | ---- | ---- | ---- | ---- | ---- | ---- | ---- |
| Einwohner | 2100 | 2208 | 2707 | 3208 | 3471 | 4183 | 4859 | 3594 | 3518 | 3280 | 2931 |

### Goltewitz
Goltewitz liegt etwa 1 km östlich von Oranienbaum. Der Ort war seit dem 16. Jahrhundert kursächsisch (Amt Gräfenhainichen) und wurde 1815 preußisch (Landkreis Bitterfeld). 1942 kam Goltewitz zu Anhalt (Landkreis Dessau-Köthen) und wurde am 1. Juli 1950 eingemeindet.
Goltewitz hat 212 Einwohner.

### Kapen
Kapen war ursprünglich ein Waldgebiet mit Forstamt westlich von Oranienbaum. Im Jahr 1902 wurde am Weg von Vockerode zum Forsthaus Kapen ein fürstliches Jagdhaus („Kapenschlösschen“, „Kapenmühle“) errichtet. Nach Auflösung des Herzogtums Anhalt 1918 dienten die nun landeseigenen Gebäude und das dazugehörige Gelände verschiedenen Zwecken, unter anderem als Erholungsheim des Deutschen Reichskriegerbundes, als Ausschank für Wanderer und als Jagdschloss der ehemaligen Gauleitung Magdeburg-Anhalt der NSDAP.
Ab 1935 wurde ein Teil des Gebietes als Truppenübungsplatz verwendet. Zudem wurde eine Munitionsanstalt errichtet, die Heeresmunitionsanstalt Kapen. 1936 wurde in unmittelbarer Nachbarschaft ein Chemiewerk errichtet, in dem Sprengstoffe und Zubehör sowie weitere Rüstungsgüter konfektioniert wurden. Der VEB Chemiewerk Kapen war bis 1990 Teil des VEB Kombinat Synthesewerk Schwarzheide. Das Gelände war auch nach der Wende noch stark kontaminiert. Die Dessau-Wörlitzer Eisenbahn errichtete einen eigenen Haltepunkt und Anschlussgleise.
1945 wurden die Kasernen und der Truppenübungsplatz sowie das Forsthaus von der sowjetischen Armee übernommen. 1948 wurde im Chemiewerk die Konfektionierung von Sprengstoffen und Zubehör wieder aufgenommen. Es wurden angelieferte Sprengstoffe weiterverarbeitet, u. a. erfolgte hier die Produktion der Selbstschussanlagen, welche an der innerdeutschen Grenze zum Einsatz kamen. Die Kapenmühle wurde als eine Basis der Hauptverwaltung VIII des Ministeriums für Staatssicherheit genutzt.
1985 wurde die Dessau-Wörlitzer Eisenbahnlinie am Haltepunkt Kapen durch ein Containerterminal erweitert. 1991 entstand auf dem Gelände des Chemiewerkes der „DESSORA“-Gewerbepark. Neue Firmen siedelten sich an. Der Autobahnanschluss (A 9) Dessau-Ost ist nur etwa 3 km entfernt.
1991 räumte die sowjetische Armee Kasernen und Forsthaus, das Ministerium für Staatssicherheit die Kapenmühle. Die Kapenmühle wurde zunächst Sitz der Aufbauleitung für den späteren Standort der Biosphärenreservatsverwaltung Mittelelbe, welche 1997 in das Forsthaus und das 1993 renovierte Kapenschlößchen einzog. Einige alte Gebäude wurden dabei abgerissen. 2008 wurde der erste Friedwald Sachsen-Anhalts mit einer Größe von 118 Hektar in dem ausgedehnten Waldgebiet eingerichtet.
Kapen hat 13 Einwohner.

## Religion
Zur Evangelischen Landeskirche Anhalts gehört die Stadtkirche Oranienbaum, die katholische Christkönig-Kirche gehört zur Pfarrei Dessau des Bistums Magdeburg. Die neuapostolische Kirche in Oranienbaum wurde 2007 geschlossen.

## Politik

### Wappen
Das Wappen wurde am 13. April 1994 durch das Regierungspräsidium Dessau genehmigt und im Landeshauptarchiv Magdeburg unter der Wappenrollennummer 11/1994 registriert.
Blasonierung: „In Silber ein grüner Orangenbaum mit neun goldenen Früchten, wachsend aus einem zweihenkligen blauen Kübel.“
Die Farben zeigen Grün – Silber (Weiß).
Das Wappen ist auf den Ortsnamen bezogen und somit ein redendes Wappen.

### Städtepartnerschaften
Die Stadt Oranienbaum unterhielt eine Städtepartnerschaft zur rheinland-pfälzischen Stadt Daun. Freundschaftliche Beziehungen bestehen zur brandenburgischen Schwesterstadt Oranienburg und seit 2000 zum niederländischen Königshaus.

## Sehenswürdigkeiten und Kultur

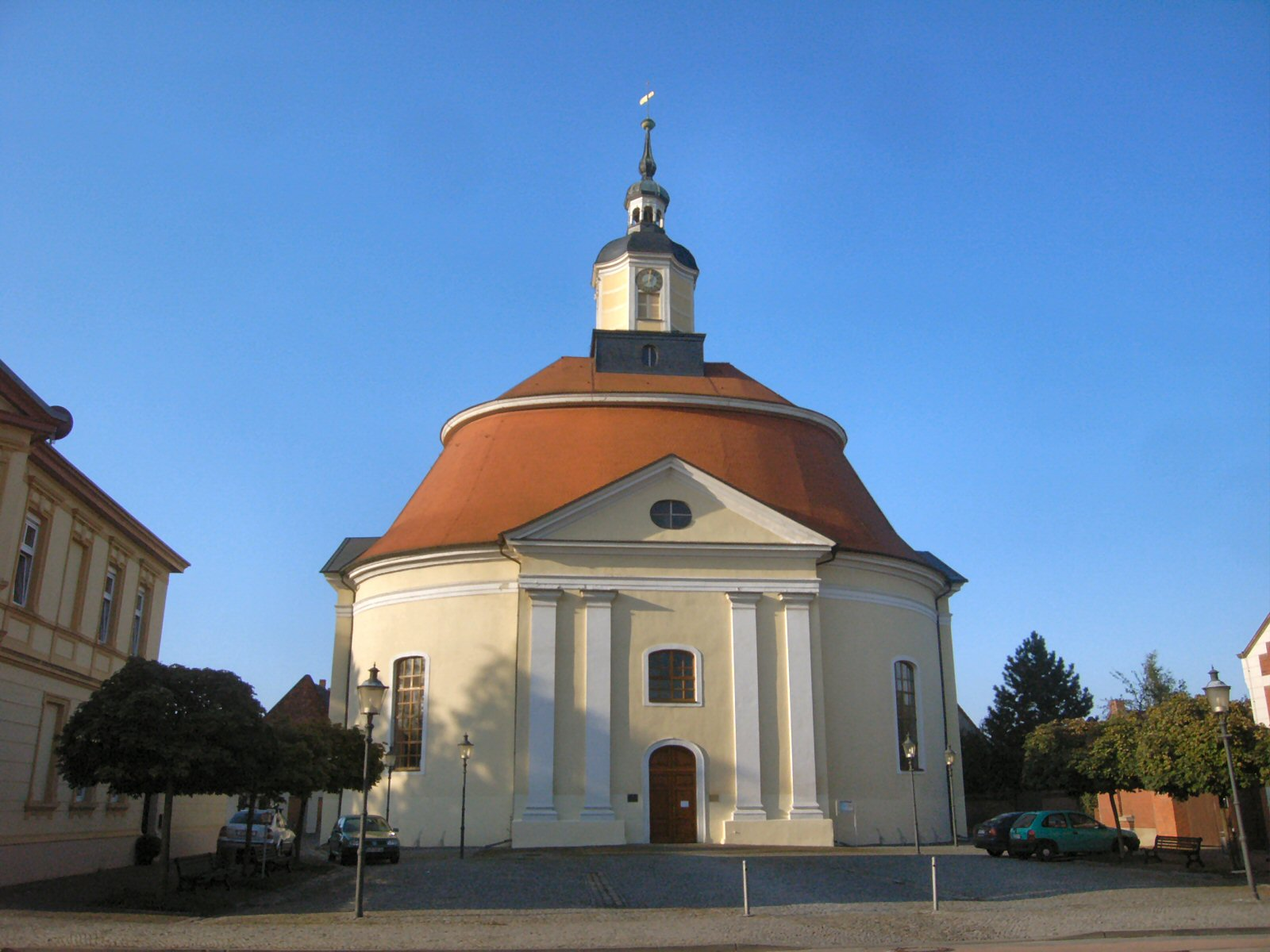
Stadtkirche

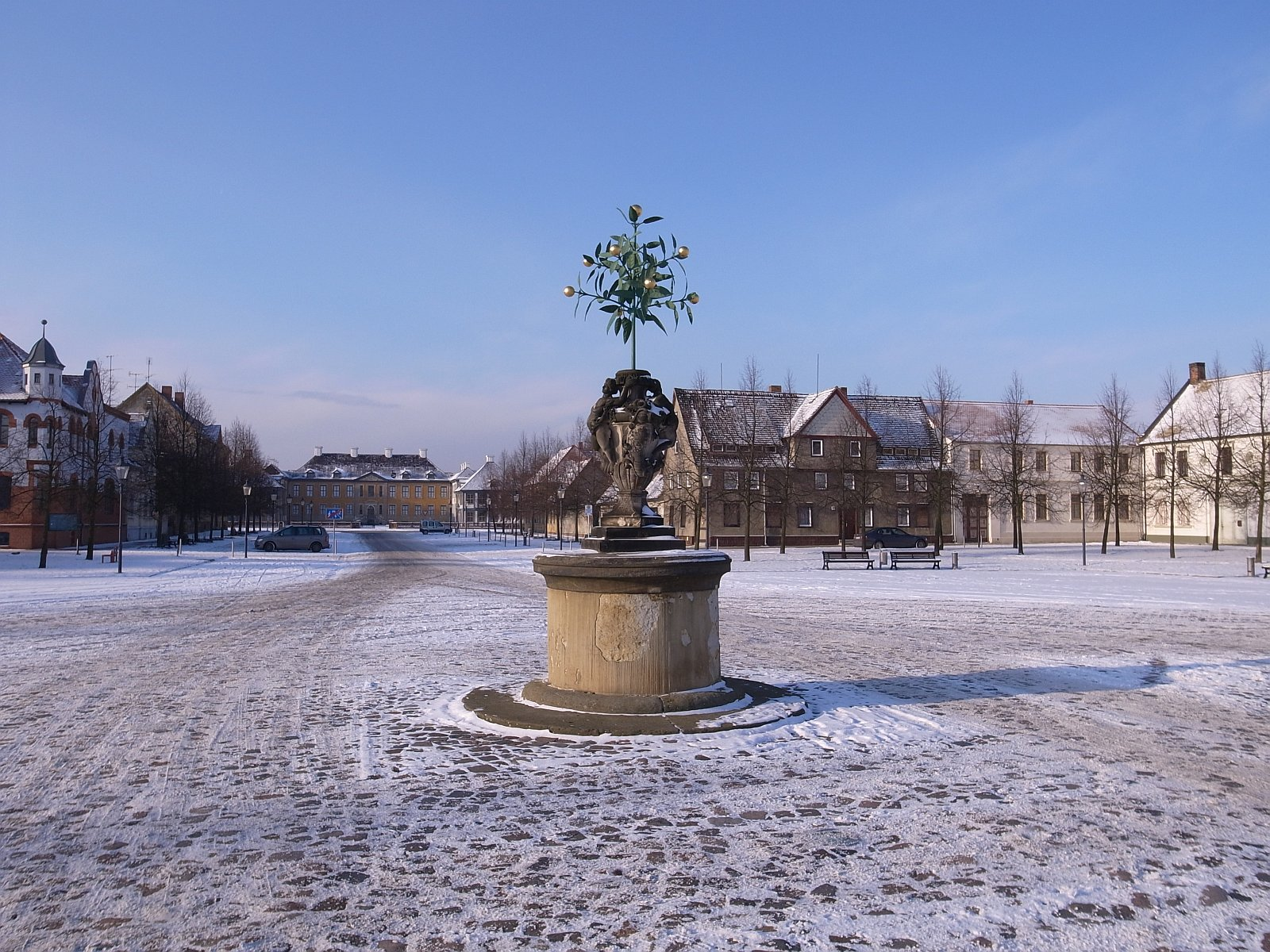
Marktplatz mit Orangenbaum

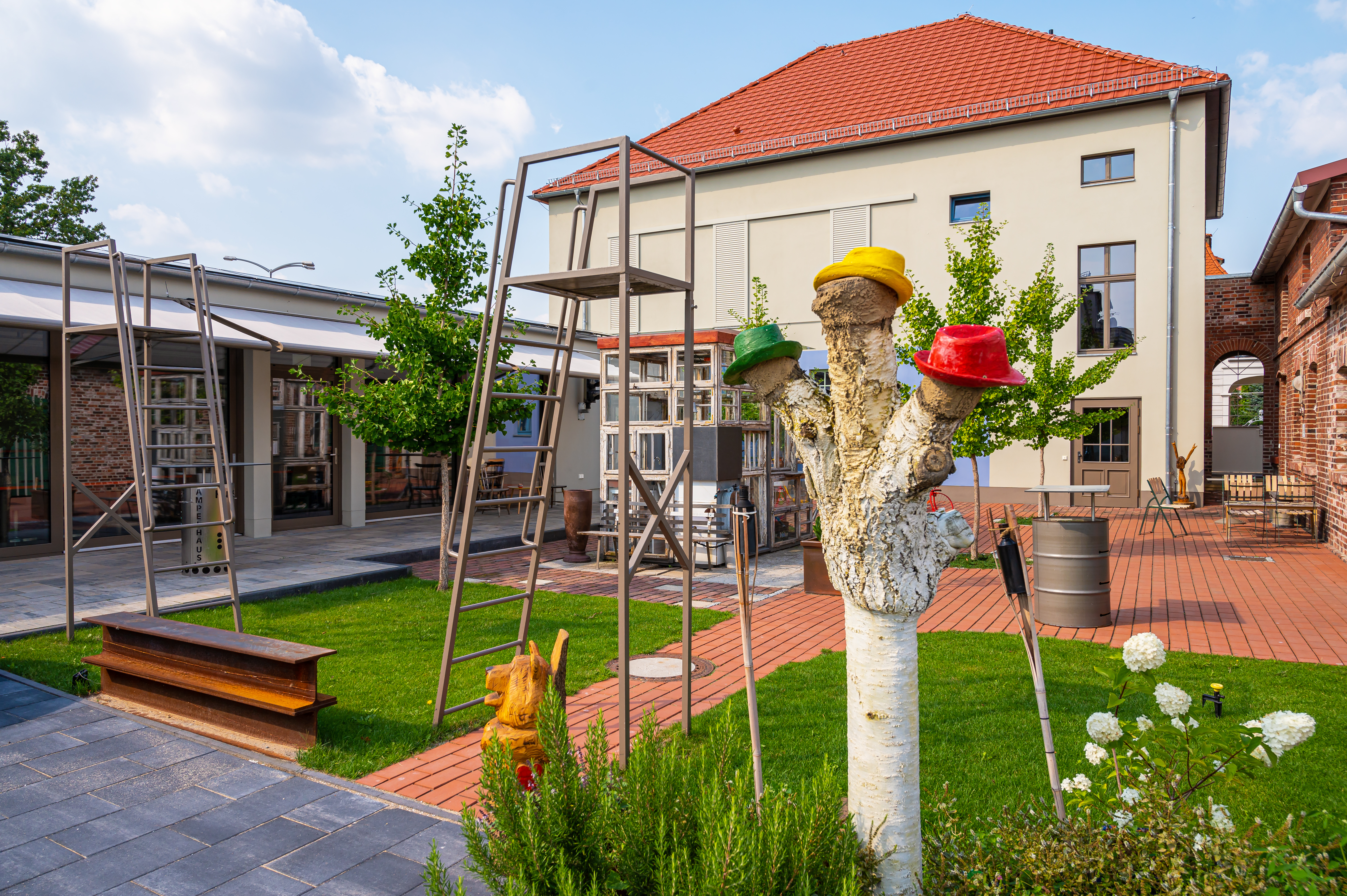
Ampelhaus

### Sehenswürdigkeiten
- Schloss Oranienbaum, Orangerie, Park und Englisch-Chinesischer Garten; Teil des Dessau-Wörlitzer Gartenreiches und des Netzwerks Gartenträume Sachsen-Anhalt
- Barocke Stadtkirche (1712 eingeweiht)
- Historischer Marktplatz mit vier Quartieren und schmiedeeisernem Orangenbaum, dem Wahrzeichen der Stadt
- Innenstadt im holländischen Baustil des 19. Jahrhunderts
- Denkmalpfad mit 29 Stationen in der Innenstadt
- TabakCollegium: Das TabakCollegium befindet sich im Nördlichen Kavalierpavillon des Schlosses Oranienbaum. Das „Haus des Sammlers“ widmet sich der Tradition des Anbaus und der Verarbeitung von Tabak in Anhalt. Während der Blütezeit der Tabakproduktion in Oranienbaum Ende des 19. Jahrhunderts gab es 24 Tabakfabriken mit bis zu 166 Arbeitern. Die Ausstellung informiert über die Ursprünge des Tabakanbaus, die Tabakpflanze und ihre Anbaumethoden sowie über die Geschichte der Tabakverarbeitung.[21]
- Ampelhaus: Das Ampelhaus wurde zwischen 2012 und 2016 als Galerie von holländischen Künstlern genutzt. 2017 wurde das Haus umfassend saniert, so entstanden hier zusätzlich eine Künstlerwerkstatt mit Museum, Veranstaltungs- und Seminarräume, eine Ferienwohnung sowie eine Bar auf dem Hof.[22]

### Gedenkstätten
- Gedenkstein und Grabstätten auf dem Ortsfriedhof für 28 Frauen und Männer aus mehreren Ländern, die während des Zweiten Weltkrieges nach Deutschland verschleppt und Opfer von Zwangsarbeit in der Heeres-Munitionsanstalt Dessau wurden
- Gedenktafel am Wohnhaus Rosenweg 13 für den kommunistischen Stadtverordneten Oskar Böhm, der beim Transport aus dem Zuchthaus Werl ums Leben gekommen ist. Die Tafel verschwand nach 1990, und die nach ihm benannte Straße wurde entwidmet

### Denkmale
- 1771 brach an zwei Stellen nördlich von Wörlitz der Wall. Das Hochwasser der Elbe flutete bis kurz vor Oranienbaum. An dieser Stelle an der Bundesstraße 107 unweit des Ortseinganges der Gemeinde Brandhorst wurde ein Gedenkstein (Prinzenstein) errichtet.
- Ein Meilenstein befindet sich an der Straße von Oranienbaum nach Dessau, kurz vor der Einfahrt zum Biosphärenreservat Mittelelbe im Kapen (I Meile (nach Dessau)).
- Baumdenkmal für die Deutsche Einheit am Oranienbaumer Busbahnhof, zur Schlossstraße. Am 28. März 2020 gepflanzt und anlässlich des 30. Jahrestages der deutschen Wiedervereinigung am 3. Oktober eingeweiht. Zum Denkmal gehören eine Rundbank im Zentrum und mehrere Infotafeln.[11][12][13]

### Veranstaltungen
- Oranienbaumer Orangenfest (Mai)
- „Kleines Fest im großen Park“: Kleinkunstfestival mit nationalen und internationalen Künstlern im Schlosspark Oranienbaum (Juni)
- Adventsmarkt rund um die Stadtkirche (Dezember)

### Vereine
- Oranienbaumer Sportverein Hellas 09
- Sportverein Anhalt Oranienbaum
- Angelverein Oranienbaum
- Hundesportverein Oranienbaum
- Brieftaubenverein Oranienbaum
- Förderverein „Gesamtschule im Gartenreich“
- AGORA

## Verkehr
- Der Bahnhof Oranienbaum (Anh) der Bahnstrecke Dessau–Gohrau-Rehsen wird in der Sommersaison (März bis November[23]) von der Dessauer Verkehrs- und Eisenbahngesellschaft bedient. Der nächste Bahnhof ist Dessau Hbf mit Bahnverbindungen nach Berlin (Kursbuchnummer 207), Lutherstadt Wittenberg (Kursbuchnummer 216), Leipzig/Halle (Kursbuchnummer 251), Köthen (Kursbuchnummer 334) und Magdeburg (Kursbuchnummer 254).
- Seit dem 1. Juli 2008[24] verkehrt der PlusBus 310 Gräfenhainichen–Dessau über Oranienbaum, betrieben von den Vetter Verkehrsbetrieben GmbH.
- Oranienbaum liegt an der Bundesstraße 107 von Gräfenhainichen zur Anschlussstelle Dessau-Ost der A 9 sowie an den Landesstraßen L 131 nach Lutherstadt Wittenberg, L 132 nach Radis und L 133 nach Dessau-Roßlau (über Vockerode). Der Autobahnanschluss Dessau-Ost ist etwa 7 km entfernt.

## Persönlichkeiten
- Friedrich Wilhelm (1700–1771), Markgraf von Brandenburg-Schwedt
- Julie Baronin von Cohn-Oppenheim (1839–1903), Tochter des preußischen Hofbankiers Moritz von Cohn, Stifterin, Ehrenbürgerin
- Friedrich Graf (1858–1929), Heimathistoriker und Ehrenbürger
- Ludwig Knabe (1860–1942), Bürgermeister der Stadt bis 1927, Ehrenbürger
- Alfred Appelt (1869–unbekannt), Sprachheilpädagoge, Psychologe
- Werner Müller (1914–2008), Heimatforscher und Ehrenbürger
- Brigitte Reimann (1933–1973), Schriftstellerin, in Oranienbaum bestattet von 1991 bis 2019
- Gabriele Muschter (1946–2023), Kunstwissenschaftlerin, in Oranienbaum geboren